# Cha mẹ hổ
Cha mẹ hổ hay bố mẹ hổ là kiểu mẫu phụ huynh nghiêm khắc, họ đầu tư ở mức cao dành cho việc đảm bảo thành công của con em mình. Cụ thể là các ông bố bà mẹ hổ sẽ luôn thúc ép con cái họ đạt được kết quả học tập tốt hoặc phải đạt thành tích trong các hoạt động ngoại khóa như âm nhạc hoặc thể thao.
Cụm từ "mẹ hổ" (hay "bà mẹ hổ") do GS. Thái Mỹ Nhi của Trường Luật Yale sáng tạo ra trong cuốn hồi ký năm 2011 có tên Thánh ca chiến đấu của mẹ hổ (Battle Hymn of the Tiger Mother). Một khái niệm rộng lớn của người Mỹ gốc Hoa, thuật ngữ này tạo ra việc so sánh với những phong cách làm cha mẹ nghiêm khắc có vẻ phổ biến ở các hộ gia đình Đông Á, Nam Á và Đông Nam Á, cũng như ở các khu vực đang phát triển khác của thế giới bên ngoài lãnh thổ châu Á bao gồm: khu vực Mỹ Latinh, châu Phi, Đông Âu và các nước Ả Rập. Cha mẹ hổ là kiểu mẫu tân thời trong xã hội Trung Quốc hiện đại cũng như ở các cộng đồng Hoa kiều trên toàn thế giới.
Hình mẫu cha mẹ hổ tương đồng với các kiểu mẫu phụ huynh độc đoán khác, ví dụ như bà mẹ nghệ sĩ của Mỹ, kyōiku mama (tức bà mẹ học tập) của Nhật và cả kiểu mẫu bà mẹ Do Thái. Các thuật ngữ tương tự hoặc có liên quan khác gồm có: bố mẹ trực thăng, phụ huynh quái vật, con ngoan trò giỏi và hiện tượng đám trẻ Hồng Kông.